# السينما البرازيلية

## السينما البرازيلية
بدايات السينما البرازيلية تأتي مع الانتقال من القرن التاسع عشر للقرن العشرين، ولكنها استغرقت بعض الوقت لكى تأخد شكلها الشعبى للترفيه. ففي عام 1898 تم إصدار الفيلم البرازيلي الأول نشرة إخبارية. وقد مرت صناعة السينما البرازيلية بفترات من الازدهار والتدهور، مما يعكس اعتمادها على تمويل وحوافز الدولة.

## البدايات
بعد مرور شهرين على تقديم اختراع الأخوين لوميير أقيم معرض للسينما في ريو دى جانيرو. في عام1898 حيث من المفترض إن الإيطالى ألفونسو سجريتو قام بتصوير خليج غوانابارا من أعلى سفينة برسيل وذلك خلال رحلة عودته إلى أوروبا، وعلى الرغم من إن بعض الباحثين يشككون في مدى مصداقية الحدث نظرًا لعدم الاحتفاظ بنسخة واحدة للفيلم، ولكن سجريتو واصل تصوير الوثائق هو وأخيه باتشوال سجريتو. خلال فترة البيى ايبوكى للسينما البرازيلي، عندما كانت الأفلام الصامتة باللونين الأبيض والأسود أقل تكلفة إنتاجية، كان الجزء الأكبر من العمل يأتى نتيجة لتعب الأفراد المتحمسين والراغبين بالمجازفة بأنفسهم، أكثر من الشركات التجارية نفسها. ولم تُولى الدولة اهتمامًا للسينما في ظل غياب التشريع الفعلى لهذا القطاع. في أوائل القرن العشرين، كان هناك زيادة في عدد دور السينما في ريو دى جانيرو وساو باولو وذلك عندما أصبح استخدام التيار الكهربى أكثر امانًا. وكانت الشركات الأجنبية والأفلام القصيرة التي وثقت الأحداث المحلية الأكثر شيوعًا في ذلك الوقت. وتعد بعض من الأعمال الأولية الخيالية التي تم تصويرها في البرازيل تحت مسمى أفلام المنازل هي إعادة إحياء للجرائم التي ظهرت على عناوين الصحف في الفترات الأخيرة. ويمثل فيلم الخانقون (1906)ل فرانسسكو مارسيو النجاح الأول لهذا النوع من السينما. وأيضًا امتلكت الأفلام الغنائية شعبية، حيث يقوم الممثلون بالاختباء وراء الشاشة ويقومون بالغناء أثناء العرض. خلال 1920، ازدهر الإنتاج السينمائي في العديد من المناطق بالبلاد مثل، ريسيفى، كامبيناس وكاتاجواسيس.

## 1930,1940
لم يلاقى فيلم الحد (1930)ل ماريو بيكسوتو إستحسان الجمهور، ولكنه في نهاية المطاف تم اعتباره عملًا رائدًا في مجال السينما الصامتة جنبًا إلى جنب مع فيلم جانا بروتا (1933)ل أومبرتو مانورو. في عام 1930، قام أديمار غونزاغا بتأسيس شركه سينيديا وقام بتخصيص إنتاجه للأعمال الدرامية الشعبية والكوميديا الموسيقية الهزلية والنوع السيى المسمى ب تشان شادا، وفي الأغلب تشان شادا يتضمن هجاء لأفلام هوليود. 
ومع اكتساب الممثلة كارمن ميراندا سمعة سيئة في الخارج. لاقى فيلم ابرو دا غيلدا دا ابريو (1946)الممثل للنموذج الميلودرامى الاتينى نجاحًا في شباك التذاكر وجذب نحو أربعة ملايين مشاهد. وكان الرئيس جيتوليو فارغاس على دراية بنمو صناعة السينما، لذلك في عام 1939، أصدر مرسومًا يتضمن عرض حصة من الأفلام البرازيلية في دور السينما، ولا يزال القانون قائمًا، وفي الوقت الذي ينظر فيه إلي المرسوم فارغاس كإجراء إيجابي أو قومى، تم تفسيره ايضًا على أنه شكل من أشكال الرقابة وتدخل الدولة.

## 1950
خلال عامى 1940 و1950، الأفلام التي تم إنتاجها من قبل شركة اتلنتيدا لاقت نجاحًا كبيرًا واستقطبت جماهير كبيرة من أجل الإستمرار مع تشان شاداس. ومن بين الممثلين المرتبطين ب اطلانديتا، والعاملين سابقًا بسينيديا يلاقو اوسكاريتو ممثل هزلى مع بعض الذكريات لهاربو ماركس كبطل مصحوبًا عادة بعطيل والذي يمثل عادة دور ممثل مساعد. ويظهر خوسيه لوجوى عادة في دور الشرير بينما زيزى غالبًا ما تقدم دور الزوجة الغير مرغوب فيها والمتذمرة. غالبًا، في هذه الفترة كان يتم تجاهل العديد من الأفلام باعتبارها تجارية بحتة وتم إعطائها الطابع الأمريكى، على الرغم من إنها في 1970 قامت بإسترجاع شرعيتها. وعلى الرغم من تجاهلها من قبل النخب الفكرية، قامت هذه الأفلام بإستقطاب عدد كبير من الجماهير مثل أي نجاح حققه فيلم لسينما نوبو. حاليًا، الروايات الممثلة تليفزيونيًا وبالأخص رواية داس سيتى (الاسم الذي يطلق على الروايات التي يتم إنتاجها من قبل قناة ردى غلوبو والتي يتم بثها من الاثنين للسبت في السابعه مساءً)تم تعريفيهم على أنهم يمثلون إرث روح تشان شادا. العديد من الأفلام المنتجة من قبل الشركات تم فقدها على مدار السنين نتيجة لحريق أو فيضان أصاب أماكن تخزينها.

## 1960

### سينما نوبو
الواقعية الإيطالية الجديدة متبوعة في عام1960 بالنوبيل الغامض الفرنسى أو (الموجه الجديدة)حفز نوع جديد من السينما العصرية والتجريبية في العالم كافة. ففي البرازيل، تم تنفيذ هذا التوجه من قبل حركة الموجة الجديدة أو سينما نوبو. جلوبر روشا، المخرج المسيس في الخليج، تحول سريعًا إلى مخرج السينما الأكثر أهمية، وغالبًا ما يعد زعيم الحركة. ويحتوى عمله على العديد من العناصر المجازية، ونقد سياسى قوى ومحيط لا يشوبه شائبة الذي بسهولة يتم تبنيه من قبل المثقفين.
روشا، غالبًا ما يتحدث عن أفلامه باعتبارها نقطة انطلاق لما تم اعتباره من ماهية رؤية المستعمر الذي يعد الفقر بالنسبة إليه واقع غريب وبعيد، إضافة إلى الُمستعمر وما يراه من وضعه بانتمائه لدول العالم الثالث على أنه أمر مخجل. روشا، سعى لوصف البؤس والجوع والعنف السائدين، ولذلك تولدت الحاجة إلى ضرورة وجود ثورة. الإله أو ديابو نا تيرا دو سول وتيرا ام ترنسى، يعدوا بعضًا من أعماله الأكثر شهرة. ومن المخرجين البارزين الذين تشملهم الحركة أيضًا: نيلسون بيريرا دوس سانتوس وروى غيرا وكارلوس ديغوس. وقد شهدت الحرية في التعبير عن الآراء السياسية حالة من الانخفاض مع وقوع الانقلاب في البرازيل (1964)وتسبب في زيادة القمع السياسى في السنوات التالية، مما اضطر العديد من هؤلاء الفنانين إلى الهرب.

### سينما بى
ظهرت السينما المهمشة مرتبطة بمنطقة بوكا دى ليكثو ب سان باولو، وقد قدم روجيريو سجنسيرا، قصة قائمة على جريمة مشينة لهذه الفترة. في العام التالى، قدم فيلم Matou a familia e foi ao cinema ل خوليو براسانى، وتدور قصة الفيلم حول قيام البطل بقتل عائلته ثم ذهابه بعد ذلك إلى السينما. في بعض الأحيان، السينما المهمشة في هذه الفترة يطلق عليها اودى جرودى، وهي تعد تشويه للكلمة الإنجليزية تحت الأرض. وكان Zé do Caixão يمتلك شعبية ومخرج سينما الرعب خوسيه موخيكا مارينز. وارتباطًا بهذا النوع ظهر، بورنو تشان شادا، وهو نوع شعبى ظهر في عام 1970. ومما يدل عليه الاسم فهو عبارة عن كوميديا جنسية، على الرغم من عدم تقديم مشاهد جنسية صريحة. وكان العامل الأساسى وراء ازدهار الأفلام المهمشة هو التزام قاعات السينما بحصص محددة للأفلام الوطنية. والعديد من أصحاب هذه المؤسسات كانو يقومون بتمويل الأفلام ذات التكلفة المنخفضة بما تحتويه من مفاهيم خادشة للحياء. وفي ذلك الوقت الذي كانت تقع فيه البلاد تحت حكم ديكتاتورى، كانت الرقابة سياسية أكثر منها ثقافية.

## 1970، 1980
استفادت الأفلام في تلك الفترة من الوكالات المملوكة للدولة، ومع ذلك كان دورها يتسم بالغموض، من ناحية، كان يتم انتقاد معيار الاختيار لديها والذي يتسم بالتشكيك والبيروقراطية والمحسوبية، وكان ينظر إليها على أنها شكل من أشكال الرقابة الحكومية على الإنتاج الفنى، ومن جانب أخر، كان جزء كبير من الإنتاج السينمائي لهذه الفترة ممكنًا نظرًا لوجوده. تم إنتاج مجموعة من الأفلام المتنوعة والتي لا تنسى، شاملة بذلك تناول حياة نيلسون رودريغيز، تودا نونيز سيرا كاستيجو (1973)ل ارنالدو جابور، وداعًا وداعًا برازيل (1979)ل كاكا ديجوس، بكثوتى (1980) ل هكتور بابنثو وميموريس دو كارسيرى (1984)ل نيلسون بيريرا دوس سانتوس. وأحدا من أكثر الأفلام نجاحًا في تاريخ السينما البرازيلية هو تناول رواية جورج أمادو، دونيا فلور وزوجاها الاتنان (1976) والذي تم تنفيذه من قبل برونو باريتو. في 1975، تم التوصل إلى ذروة عدد دور السينما حيث وصل مجموع دورالعرض إلى 3276 دار عرض. في العام نفسه، وصل مجموع عائد بيع الأفلام البرازيلية إلى 275400000 مليون.

## مهراجانات السينما البرازيلية
في البرازيل تم تنفيذ بعض المهرجانات السينمائية، مثل المهرجان السينمائي الدولى ريو دي جانيرو في مدينة ريو دي جانيرو، وأيضا مهرجان ساو باولو في ساو باولو ومهرجان جرامادو السينمائي في مدينة جرامادو. الجائزة الكبرى للسينما البرازيلية.

## وصلات خارجية
Las 10 películas brasileñas más votadas en IMDB.com
CinemaBrasi
Lista completa de películas brasileñas
Web sobre cine brasileño
Web argentina sobre el Cinema Novo
Sobre Cine Brasileño
Atlântida Cinematográfica
Beyond Cinema Novo
Cinemateca Brasileira
Sobre cine brasileño
The Rise of the Mandacaru: Brazilian Cinema Renewed
Vera Cruz Cinema